# Kojiki
Kojiki ou Furukotofumi (em japonês: 古事記) é o livro mais antigo sobre a história do Japão antigo. As canções incluídas no texto são em japonês arcaico, escritas foneticamente com manyogana. O nome "Kojiki", em sua origem, significa "registro das coisas antigas".

## História
O Kojiki foi apresentado por Ō no Yasumaro à Imperatriz Gemmei em 712. O livro foi  baseado em eventos que tinham sido memorizados de um livro anterior, o Kujiki, e também baseados nas histórias que passaram de geração em geração, assim como histórias memorizadas por Hieda no Are.

## História do Kojiki
No seu início, o Kojiki lida especificamente com os kami precursores, que foram criados no começo. Também contem várias canções e poemas. A obra está dividida em três volumes: Kamitsumaki (lit. "rolo superior"), Nakatsumaki (lit. "rolo do meio"), e Shimotsumaki (lit. "rolo inferior"). Inclui um prefácio e é focado nos deuses da criação e no nascimento de várias divindades. 
O Nakatsumaki inicia com a história do imperador Jimmu, o primeiro Imperador, e sua conquista do Japão e finaliza com o 15.º imperador, o imperador Ojin. Muitas histórias são mitológicas e o conteúdo considerado histórico é posivelmente suspeito. Por questões desconhecidas, o 2.º ao 9.º imperadores são listados, mas suas conquistas estão faltando na maior parte. 
O Shimotsumaki cobre do 16.º ao 33.º imperadores, e diferentemente dos volumes anteriores tem limitadas referências as relações com os deuses.  Informações do 24.º ao 33.º imperadores são incompletas também.

## Estudo doKojiki
No Período Edo, Motoori Norinaga estudou o Kojiki intensamente. Ele produziu um estudo da obra em 44 volumes chamado Kojiki-den (古事記伝, "Comentários do Kojiki").
A primeira e mais conhecida tradução para o inglês foi feita pelo renomado japanólogo Basil Hall Chamberlain. Mais recentemente, uma tradução feita por Donald L. Philippi foi publicada pela Editora da Universidade de Tóquio em 1968 (ISBN 0-86008-320-9).

## Manuscritos
Existem dois grandes fragmentos dos manuscritos do Kojiki: um em Ise, outro em Urabe. O fragmento existente em Urabe consiste em 36 manuscritos, todos baseados nas 1522 cópias de Urabe Kanenaga. O fragmento de Ise pode ser subdividido no manuscrito Shinpukuji-bon (真福寺本), de 1371-1372, e nos manuscritos Dōka-bon (道果本). Os fragmentos Dōka consistem em:
- Dōka-bon (道果本), manuscrito de 1381; resta apenas a primeira metade do primeiro volume
- Dōshō-bon (道祥本), manuscrito de 1424; resta apenas o primeiro volume, e possui muitas falhas
- Shun'yu-bon (春瑜本), manuscrito de 1426; um volume

O Shinpukuji-bon (1371–1372) é o manuscrito mais antigo existente. Enquanto dividido no fragmento de Ise, é na verdade uma mistura dos dois fragmentos. O monge Ken'yu baseou sua cópia na de Ōnakatomi Sadayo. Em 1266, Sadayo copiou o primeiro e terceiro volumes, mas não teve acesso ao segundo. Finalmente, em 1282, ele obteve acesso ao segundo volume, através de um fragmento do manuscrito de Urabe, o qual ele transcreveu.